# АВС (футбольний клуб)
АВС (порт. AVS Futebol SAD) — португальський футбольний клуб з міста Віла-даз-Авеш, заснований 2023 року. Виступає у Прімейра-лізі Португалії. Домашні матчі проводить на стадіоні «Авеш», який вміщує 8 560 глядачів.

## Історія
Футбольний клуб АВС засновано 5 травня 2023 року після того, як інша команда «Вілафранкуенсе» перебазувалась до міста Віла-даз-Авеш. Команда «Вілафранкуенсе» брала участь у чемпіонаті округу Лісабон. Новий клуб не має жодного відношення до неіснуючого футбольного клубу «Авеш», окрім використання його інфраструктури. Саме так ситуація склалась з іншими командами «Белененсеш» та «Белененсеш САД» у 2018 році.
Сезон 2023–24 новий клуб провів у Сегунда-лізі і за пісумками посів третє місце, що надає право на перехідні матчі до вищого дивізіону. За сумою двох матчів АВС переграв «Портімоненсі» з загальним результатом 4–2.
У сезоні 2024–25 команда грає у Прімейрі.

## Основний склад
Станом на 15 лютого 2025
| №  | Поз. | Нац.       | Гравець                                                |
| -- | ---- | ---------- | ------------------------------------------------------ |
| 2  | ЗХ   | Португалія | Фернанду Фонсека                                       |
| 3  | ЗХ   | Португалія | Рафаел Родрігіш (в оренді з «Бенфіка Б»)               |
| 4  | ЗХ   | Уругвай    | Ігнасіо Родрігес (в оренді з «Ліверпуля» (Монтевідео)) |
| 5  | ЗХ   | Португалія | Жорже Тейшейра                                         |
| 6  | ЗХ   | Франція    | Баптіст Ру                                             |
| 7  | ПЗ   | Бразилія   | Лукас Фернандеш (в оренді з «Портімоненсі»)            |
| 8  | ПЗ   | Грузія     | Ґіорґі Абурджанія                                      |
| 9  | НП   | Люксембург | Жерсон Родрігеш (в оренді з «Динамо» (Київ))           |
| 10 | ПЗ   | Кабо-Верде | Васко Лопес                                            |
| 11 | НП   | Нігерія    | Тунде Акінсола                                         |
| 12 | ПЗ   | Бразилія   | Густаво Ассунсао                                       |
| 13 | ВР   | Мексика    | Гільєрмо Очоа                                          |
| 14 | ПЗ   | Бразилія   | Лукас Піазон                                           |

| №  | Поз. | Нац.       | Гравець                                  |
| -- | ---- | ---------- | ---------------------------------------- |
| 15 | ПЗ   | Іспанія    | Хауме Ґрау                               |
| 16 | НП   | Колумбія   | Яїр Мена                                 |
| 17 | НП   | Еквадор    | Джон Меркадо                             |
| 18 | НП   | Бразилія   | Нене                                     |
| 19 | ПЗ   | Уругвай    | Тьяго Галлетто                           |
| 20 | НП   | Португалія | Родрігу Рібейру (в оренді з «Спортінга») |
| 23 | ПЗ   | Португалія | Густаво Мендонса                         |
| 24 | ЗХ   | Португалія | Кікі Афонсо (капітан)                    |
| 27 | ПЗ   | Люксембург | Ерік Вейга                               |
| 29 | НП   | Кабо-Верде | Зе Луїш                                  |
| 33 | ЗХ   | Бразилія   | Адерлан Сантос                           |
| 42 | ЗХ   | Колумбія   | Кристіан Девеніш                         |
| 84 | ЗХ   | Португалія | Томаш Тавареш                            |
| 88 | ВР   | Португалія | Педро Трігуейрf                          |
| 93 | ВР   | Бразилія   | Сімао Бертеллі                           |